# Mursko Središće
Mursko Središće (ungerska: Muraszerdahely) är en stad i nordvästra Kroatien, vid gränsen till Slovenien och Ungern. Staden är centralort i Međimurjes län som ligger i centrala Kroatien. I staden finns cirka 5 985 personer (31/12 2019) och dess yta är 33.90 km²
Mursko Središće, den nordligaste staden i Kroatien, kallas också "Gruvarbetarnas stad", som betonar gruvdriftens betydelse för staden under gången tid. Från staden går vandringsleden Mura Miners Track, en 12,5 km lång stig. Längs leden finns det 10 informationstavlor som var och en täcker ett ämne, som stadens historia, gruvhistoria, floden Muras betydelse.